# Tamm
Tamm es un municipio alemán perteneciente al distrito de Luisburgo de Baden-Wurtemberg.
A 31 de diciembre de 2015 tiene 12 798 habitantes.
Se conoce la existencia de la primera localidad de Tamm desde 1287. En 1351 pasó a pertenecer a Everardo II de Wurtemberg. Durante la Guerra de los Treinta Años, la localidad original fue destruida casi completamente y no se reconstruyó hasta pasado un cuarto de siglo del final de la guerra. Desde 1877 está conectada a la red ferroviaria.
Se ubica en la periferia noroccidental de Luisburgo, junto a la carretera B27.